# Thienemannimyia northumbrica
Thienemannimyia northumbrica är en tvåvingeart som först beskrevs av Edwards 1929.  Thienemannimyia northumbrica ingår i släktet Thienemannimyia och familjen fjädermyggor. Inga underarter finns listade i Catalogue of Life.